# Vincenzo Cinque
Vincenzo Cinque (Nápoles, Italia, 1852-Nápoles,  Italia, 1929) fue un escultor y pintor italiano.

## Biografía
Vincenzo Cinque nació en Nápoles y se graduó de la Academia de Bellas Artes de Nápoles.
Escultor clásico, se especializa en la producción de esculturas de bronce de pequeños bustos que retratan temas populares y niños, siempre cerca del realismo.